# Gemeinde Kungota
Kungota (deutsch: Sankt Kunigund) ist eine Gemeinde in der historischen Landschaft Štajerska (Untersteiermark), Region Podravska in Slowenien.
Hauptort und Verwaltungssitz ist die Ortschaft Zgornja Kungota.

## Lage

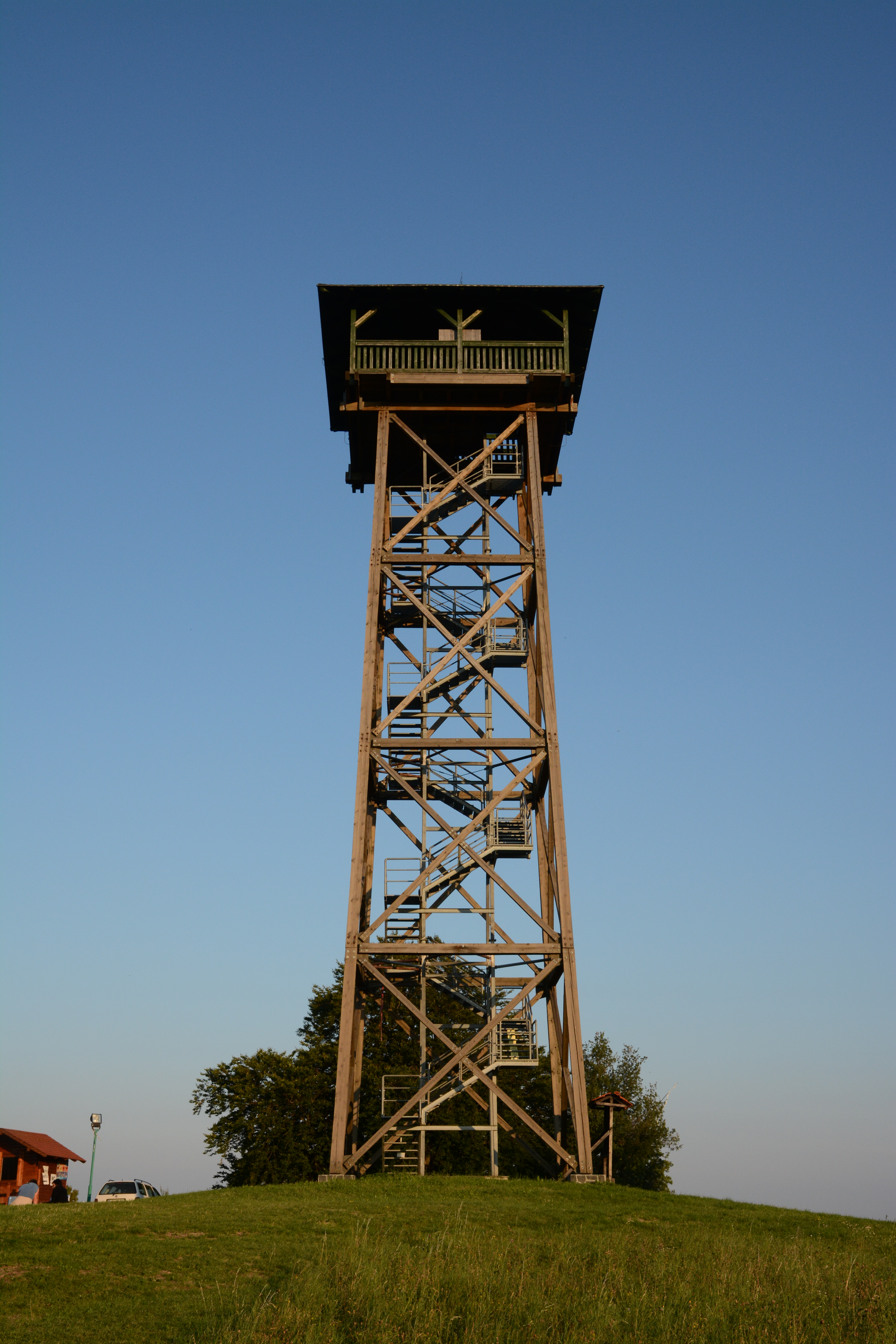
Aussichtsturm am Plački vrh (Platschberg) nahe der Grenze zu Österreich.

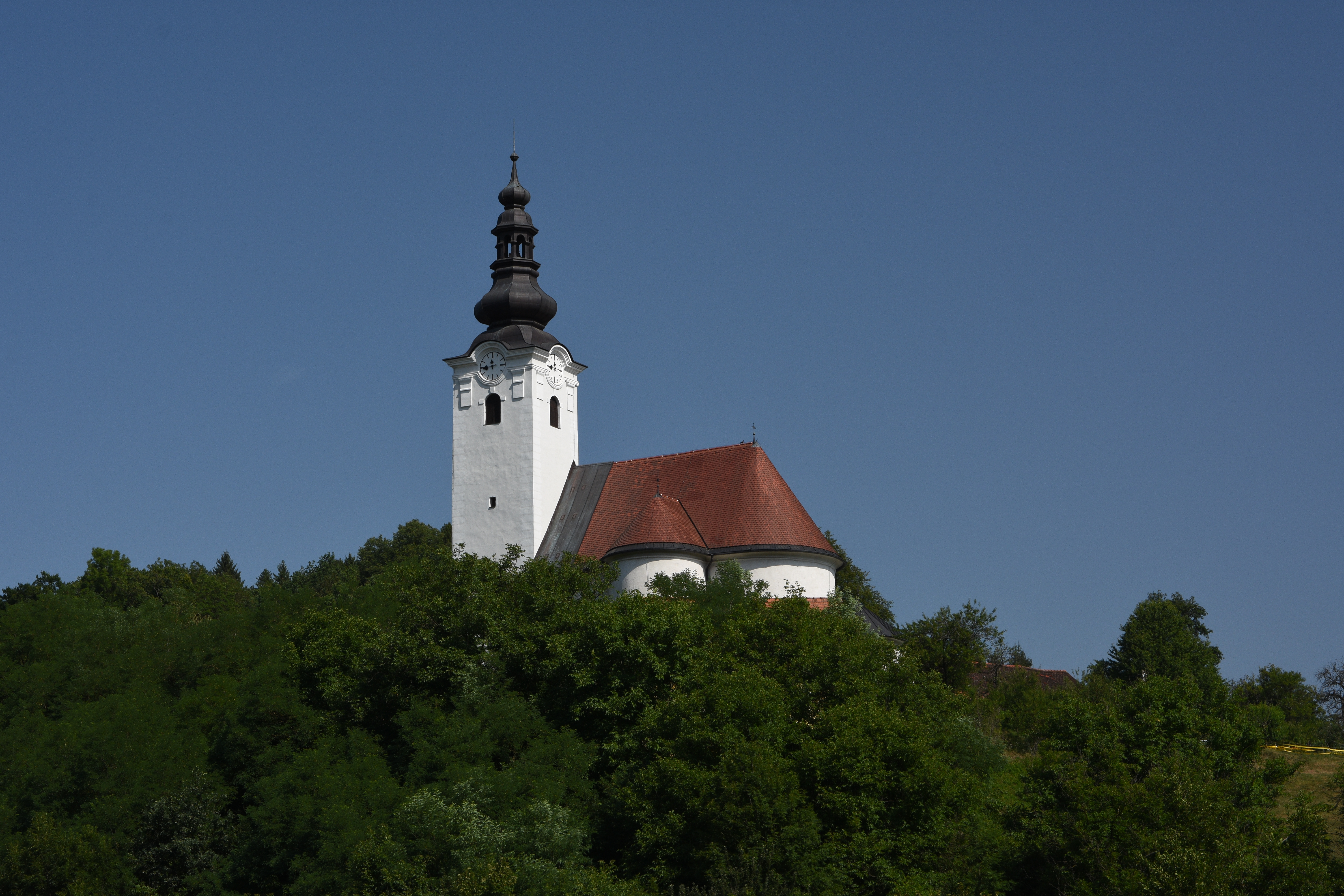
Kungota, Kirche St. Kunigunde

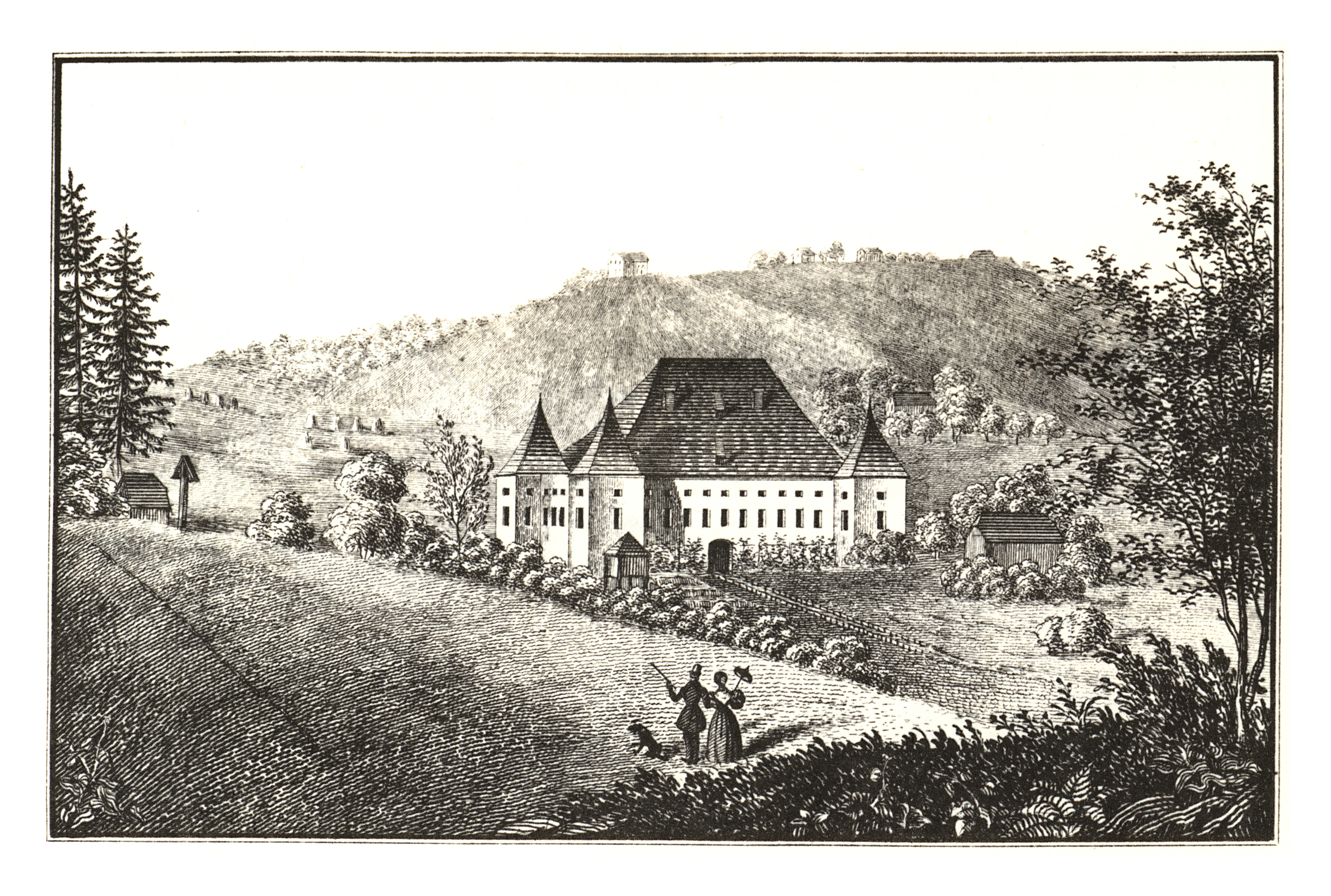
Schloss Witschein (Svečinski grad)

Kungota liegt etwa 10 km nördlich von Maribor und grenzt nördlich und westlich an Österreich. Die Pesnica (Pößnitzbach) durchfließt von Westen kommend nach Südosten das Gemeindegebiet. Das südlich davon gelegene Hügelland ist der Kozjak, nördlich befinden sich die Slovenske gorice (Windische Bühel). Weitere wichtige Zuflüsse des Hauptbaches auf dem Gemeindegebiet sind von linksseitig der Plački potok (Platscher Bach) und der Svečinski potok (Witscheinbach) und rechtsseitig der Radečki potok (Radourtschbach).
Zentral in der Gemeinde gelegen befindet sich auf 272 m. ü. A. der Hauptort Zgornja Kungota, der mit dem Dorf Plintovec eine Einheit bildet.

## Ortschaften
Die Gemeinde umfasst 19 Ortschaften. Die deutschen Exonyme in den Klammern stammen aus der Mitte des 19. Jahrhunderts und werden heutzutage nicht mehr verwendet. 
- Ciringa2 (Zieregg)
- Gradiška (Gradischka)
- Grušena (Gruschenberg)
- Jedlovnik (Jedlonegg)
- Jurski Vrh (Georgenberg)
- Kozjak nad Pesnico (Possruck)
- Pesnica (Pessnitz)
- Plač (Platsch)
- Plintovec (Plintenbach)
- Podigrac (Podigraz)
- Rošpoh1 (Rossbach)
- Slatina2 (Sulz)
- Slatinski Dol2 (Sulztal)
- Spodnje Vrtiče (Wortitschberg)
- Svečina (Witschein)
- Špičnik (Speisenegg)
- Vršnik (Tremmelberg)
- Zgornja Kungota (Ober Sankt Kunigund)
- Zgornje Vrtiče (Wortitschberg)

1Rošpoh gehört nur teilweise zur Gemeinde Kungota, die Stadtgemeinde Maribor umfasst einen weiteren Teil.

2Die Dörfer Ciringa, Slatina und Slatinski Dol wurden durch den Vertrag von Saint-Germain am 10. September 1919 zweigeteilt. Das österreichische Dorf Zieregg gehört heute zur Gemeinde Ehrenhausen, Sulz und Sulztal bildeten bis Ende 2014 eine eigene Gemeinde und sind heute Bestandteile der Gemeinde Gamlitz.

## Nachbargemeinden
| Ehrenhausen (Österreich) | Ehrenhausen (Österreich)                    | Straß in Steiermark (Österreich) |
| Gamlitz (Österreich)     | Kompassrose, die auf Nachbargemeinden zeigt | Šentilj                          |
| Leutschach (Österreich)  | Maribor                                     | Pesnica                          |

## Geschichte
1391 wird der Ort erstmals urkundlich erwähnt. Das Gebiet gehörte bis Oktober 1918 zum österreichischen Kronland Herzogtum Steiermark. Die heutige Gesamtgemeinde ist noch jung, sie wurde 1994 gegründet. Es wird viel Weinbau betrieben.